# Hei Mauk
Hei Mauk  (ur. 17 czerwca 1977) – birmański lekkoatleta, długodystansowiec.
Podczas halowych igrzysk azjatyckich (2005) zajął 6. miejsce w biegu na 3000 metrów.

## Rekordy życiowe
- Bieg na 3000 metrów (hala) – 9:18,27 (2005) rekord Mjanmy[1]